# ۱۲۸۸ (خورشیدی)
۱۲۸۸ هزار و دویست و هشتاد و هشتمین سال هجری خورشیدی سالی کبیسه است.

## رویدادها
- ۹ مرداد - اعدام شیخ فضل الله نوری با حکم دادگاه انقلاب مشروطیت به جرم مخالفت با نظام مشروطه.
- ۲۲ تیر - ورود نیروهای مجاهدین بختیاری و گیلکی و فتح تهران در جریان انقلاب مشروطه.
- ۲۲ تیر - پایان پادشاهی محمدعلی شاه و آغاز پادشاهی احمدشاه، آخرین شاه قاجار.

## زادروزها
- ۶ فروردین - علیرضا افضلی‌پور، شیمی‌دان و فرد نیکوکاری بود که به همراه همسرش فاخره صبا به عنوان بنیانگذاران دانشگاه کرمان شناخته می‌شود.
- ۱۰ اردیبهشت - رهی معیری، غزل‌سرا و ترانه‌سرای
- ۱۷ اردیبهشت - حسین قوامی، خواننده
- ۱ مهر - غلامعلی رعدی آذرخشی، ادیب شاعر و نویسنده معاصر ایرانی
- ۲۱ مهر - منوچهر اقبال، سیاستمدار و از نخست وزیران دوره محمدرضا شاه پهلوی
- ۱۲ اسفند - اسفندیار اسفندیاری، استاد دانشگاه، پژوهشگر و یکی از اولین پیشکسوتان دانش گیاه‌شناسی

- خلیل ارجمند، استاد دانشکده فنی دانشگاه تهران و مؤسس شرکت ارج
- محمد قریب، او از نخستین پزشکان متخصص طب اطفال و بنیان‌گذار دانش نوین پزشکی کودکان در ایران بود. او همچنین از بنیان‌گذاران نخستین بیمارستان تخصصی کودکان در ایران، مرکز طبی کودکان تهران، بود که هم‌اکنون نیز پابرجا است.

## درگذشت‌ها
- ۹ مرداد - شیخ فضل‌الله نوری، مجتهد شیعه مخالف مشروطیت سکولار